# Infomercials
Infomercials è un programma televisivo statunitense del 2009.
La serie è un progetto di speciali comici dalla durata di un quarto d'ora. A differenza delle televendite, tutti i programmi sono fittizi e per la maggior parte non mantengono continuità l'uno con l'altro.
La maggior parte di essi mostra il formato delle vere televendite, mentre altri parodiano metafore e cliché dei media di nicchia come il sistema televisivo a circuito chiuso degli hotel, film sponsorizzati, sitcom, reality televisivi del passato e televisione ad accesso pubblico. Un certo numero di titoli può essere filmato intenzionalmente per avere un aspetto e una definizione standard per adattarsi all'estetica di quelle opere. Gli speciali in genere vanno in onda alle 4:00 ET/PT.
Non esiste alcun titolo o identificatore comune a nessuno degli speciali, infatti in alcuni elenchi di guide elettroniche ai programmi, la serie può essere confusa come un vero segmento di televendite; solitamente se è presente una descrizione è generica, senza numeri di stagione o episodi. Ogni titolo ha un aspetto diverso al di fuori dei comuni loghi di produzione Williams Street e Adult Swim, non sono presenti registi, società di produzione o membri del cast comuni tra tutti. Lo special che si distingue per l'interesse dei media tra tutti in particolare è Too Many Cooks, trasmesso nel novembre 2014.

## Speciali
| nº | Titolo originale                                                                 | Creatore/Sviluppatore                                                      | Sceneggiato da                                                                              | Diretto da                      | Co-produttore                              | Prima TV USA     |
| -- | -------------------------------------------------------------------------------- | -------------------------------------------------------------------------- | ------------------------------------------------------------------------------------------- | ------------------------------- | ------------------------------------------ | ---------------- |
| 1  | Icelandic UltraBlue                                                              | H. Jon Benjamin e David Cross                                              | H. Jon Benjamin e David Cross                                                               | Jeff Buchanan                   |                                            | 3 novembre 2009  |
| 2  | Dangerously Delicious: Paid Advertisement                                        | Aziz Ansari, Jason Woliner e Eric Wareheim                                 | Aziz Ansari, Jason Woliner e Eric Wareheim                                                  | Eric Wareheim                   | Abso Lutely Productions Grandpa Pictures   | 23 luglio 2012   |
| 3  | The NTSF:SD:SUV:HISS Infomercial                                                 | Paul Scheer                                                                | Alex Fernie e Nick Wiger                                                                    | Alex Fernie                     | 2nd Man On The Moon Abominable Pictures    | 9 novembre 2012  |
| 4  | Swords, Knives, Very Sharp Objects and Cutlery                                   | Paul Scheer                                                                | Rob Huebel                                                                                  | Eric Appel                      | 2nd Man On The Moon Abominable Pictures    | 27 novembre 2012 |
| 5  | Broomshakalaka!                                                                  | Justin Becker, Steve Clemmons e Becca Kinskey                              | Justin Becker e Steve Clemmons                                                              | Daniel Kwan e Daniel Scheinert  | Abominable Pictures                        | 10 dicembre 2013 |
| 6  | For-Profit Online University                                                     | Wild, Aggressive Dog                                                       | Geoff Haggerty, Dan E. Klein, Matthew Klinman, Micheal Pielocik, Chris Sartinsky e Sam West | Sam West                        | Abominable Pictures Wild, Aggressive Dog   | 17 dicembre 2013 |
| 7  | Live Forever as You Are Now with Alan Resnick                                    | Ben O'Brien e Alan Resnick                                                 | Alan Resnick e Dina Kelberman                                                               | Ben O'Brien e Alan Resnick      | AB Video Solutions, LLC                    | 24 dicembre 2013 |
| 8  | Fartcopter                                                                       | Rob Huebel                                                                 | Rob Huebel                                                                                  | Alex Fernie                     | Abominable Pictures                        | 6 ottobre 2014   |
| 9  | The Salad Mixxxer                                                                | Chris Amick, Ben Mekler e David Soldinger                                  | Chris Amick, Ben Mekler e David Soldinger                                                   | Ken Marino e David Soldinger    | Abominable Pictures                        | 13 ottobre 2014  |
| 10 | Alpha Chow                                                                       | Justin Becker, Steve Clemmons e Becca Kinskey                              | Justin Becker e Steve Clemmons                                                              | Dave Green                      | Abominable Pictures                        | 20 ottobre 2014  |
| 11 | Goth Fitness                                                                     | Chris Amick, Ben Mekler e David Soldinger                                  | Chris Amick, Ben Mekler e David Soldinger                                                   | Danny Jelinek                   | Abominable Pictures                        | 20 ottobre 2014  |
| 12 | Too Many Cooks                                                                   | Casper Kelly                                                               | Casper Kelly                                                                                | Casper Kelly                    |                                            | 28 ottobre 2014  |
| 13 | The Newbridge Tourism Board Presents: "We're Newbridge, We're Comin' to Get Ya!" | Tom Scharpling e Jon Wurster                                               | Tom Scharpling e Jon Wurster                                                                | Tom Scharpling                  | Production Company Productions             | 3 novembre 2014  |
| 14 | In Search of Miracle Man                                                         | Matt Besser e Rich Fulcher                                                 | Matt Besser e Rich Fulcher                                                                  | Neil Mahoney                    | Abominable Pictures                        | 10 novembre 2014 |
| 15 | Smart Pipe                                                                       | Wild, Aggressive Dog                                                       | Geoff Haggerty, Dan E. Klein, Matthew Klinman, Micheal Pielocik, Chris Sartinsky e Sam West | Zachary Johnson e Jeffrey Max   | Abominable Pictures Wild, Aggressive Dog   | 17 novembre 2014 |
| 16 | Book of Christ                                                                   | Wild, Aggressive Dog                                                       | Geoff Haggerty, Dan E. Klein, Matthew Klinman, Micheal Pielocik, Chris Sartinsky e Sam West | Zachary Johnson e Jeffrey Max   | Abominable Pictures Wild, Aggressive Dog   | 24 novembre 2014 |
| 17 | Frank Pierre Presents: "The Frank Pierre Resort & Casino"                        | Paul Scheer                                                                | Paul Scheer                                                                                 | Matthew Freund                  | Abominable Pictures 2nd Man On The Moon    | 2 dicembre 2014  |
| 18 | Unedited Footage of a Bear                                                       | Ben O'Brien                                                                | Alan Resnick, Robby Rackleff e Dina Kelberman                                               | Alan Resnick e Ben O'Brien      | AB Video Solutions, LLC                    | 16 dicembre 2014 |
| 19 | This House Has People in It                                                      | Alan Resnick                                                               | Alan Resnick, Robby Rackleff e Dina Kelberman                                               | Alan Resnick                    | AB Video Solutions, LLC                    | 14 marzo 2016    |
| 20 | Joe Pera Talks You to Sleep                                                      | Joe Pera e Kieran O'Hare                                                   | Joe Pera                                                                                    | Kieran O'Hare                   | Chestnut Walnut Unlimited                  | 21 marzo 2016    |
| 21 | Big Grams: "Born to Shine" / "Run for Your Life"                                 | Antwan Patton, Sarah Barthel, Josh Carter e Erik Minkin                    | Sarah Barthel, Antwan Patton e Jim Petosa                                                   |                                 | Awesome Inc.                               | 28 marzo 2016    |
| 22 | M.O.P.Z.                                                                         | Todd Rohal e Benjamin Kasulke                                              | Todd Rohal e Benjamin Kasulke                                                               | Todd Rohal                      | Mechanical Dreams PFFFR                    | 4 aprile 2016    |
| 23 | Giles Vanderhoot                                                                 | Michael Showalter                                                          | Michael Showalter e Jonathan Stern                                                          | Michael Showalter               | Abominable Pictures                        | 25 aprile 2016   |
| 24 | Live at the Necropolis: The Lords of Synth                                       | Nick Corirossi, Scott Gairdner, Charles Ingram, Danny Jelinek e Ryan Perez | Scott Gairdner e Ryan Perez                                                                 | Nick Corirossi e Charles Ingram | Abominable Pictures                        | 2 maggio 2016    |
| 25 | NewsHits                                                                         | Rob Huebel                                                                 | Rob Huebel                                                                                  | Sergio Cilli                    | Abominable Pictures                        | 31 maggio 2016   |
| 26 | Mulchtown                                                                        | Chris Sartinsky e Becca Kinskey                                            | Chris Sartinsky                                                                             | Danny Jelinek                   | Ideal Milk Co. Abominable Pictures         | 7 giugno 2016    |
| 27 | Check It Out! with Scott Clam                                                    | John C. Reilly, Tim Heidecker e Eric Wareheim                              | John C. Reilly, Tim Heidecker e Eric Wareheim                                               | Tim Heidecker e Eric Wareheim   | Abso Lutely Productions                    | 23 ottobre 2017  |
| 28 | The Suplex Duplex Complex                                                        | Zack Carlson, Bryan Connolly e Todd Rohal                                  | Zack Carlson, Bryan Connolly e Todd Rohal                                                   | Todd Rohal                      | PFFFR Ten Acre Films                       | 30 ottobre 2017  |
| 29 | Wet Shapes                                                                       | Kati Skelton                                                               | Kati Skelton                                                                                | Kati Skelton                    | Little Bear Bear Productions It's Grim     | 6 novembre 2017  |
| 30 | Innovation Makers: The Coyote Suit                                               | Dan Guterman e John Harris                                                 | Dan Guterman e John Harris                                                                  | Danny Jelinek                   | Abso Lutely Productions                    | 12 dicembre 2017 |
| 31 | A Message from the Future                                                        | Paul Scheer                                                                | Paul Scheer e Jonathan Stern                                                                | Ryan Perez                      | Abominable Pictures 2nd Man On The Moon    | 4 giugno 2018    |
| 32 | Cool Dad - Official Trailer                                                      | Alex Kavutskiy e Ariel Gardner                                             | Alex Kavutskiy e Ariel Gardner                                                              | Alex Kavutskiy e Ariel Gardner  | Abominable Pictures                        | 11 giugno 2018   |
| 33 | Dayworld                                                                         | Cole Kush e Jay Weingarten                                                 | Cole Kush e Jay Weingarten                                                                  | Cole Kush e Jay Weingarten      | Abso Lutely Productions Daytime Studio     | 18 giugno 2018   |
| 34 | Final Deployment 4: Queen Battle Walkthrough                                     | Casper Kelly e Nick Gibbons                                                | Casper Kelly e Nick Gibbons                                                                 | Casper Kelly e Nick Gibbons     |                                            | 25 giugno 2018   |
| 35 | Food: The Source of Life                                                         | Greg Hess                                                                  | Greg Hess                                                                                   | Ryan Perez                      | Abominable Pictures                        | 2 luglio 2018    |
| 36 | Pervert Everything                                                               | Lorelei Ramirez                                                            | Lorelei Ramirez                                                                             | Lorelei Ramirez                 | PFFFR AB Video Solutions, LLC              | 10 dicembre 2018 |
| 37 | Flayaway                                                                         | Sarah Sherman                                                              | Sarah Sherman                                                                               | Kati Skelton                    | Abso Lutely Productions Helltrap Nightmare | 17 dicembre 2018 |
| 38 | When Panties Fly                                                                 | Chiyoung Lee                                                               | Chiyoung Lee                                                                                | Chiyoung Lee                    |                                            | 16 dicembre 2019 |
| 39 | Piggy                                                                            | Steve Smith                                                                | Steve Smith e Clay Tatum                                                                    | Steve Smith                     | Abso Lutely Productions                    | 27 aprile 2020   |
| 40 | Skeleton Landlord                                                                | Doug Bleichner e Sam Wagstaff                                              | Doug Bleichner e Sam Wagstaff                                                               | Doug Bleichner e Sam Wagstaff   |                                            | 4 maggio 2020    |
| 41 | Wormholes                                                                        | Benjamin Berman                                                            | Clark Baker, Benjamin Berman e Kirk C. Johnson                                              | Benjamin Berman                 | The Ranch Productions                      | 8 settembre 2020 |
| 42 | 11 Minute Whambam 90’s Ride!                                                     | Anders Holm                                                                | Anders Holm                                                                                 | Anders Holm                     | Abominable Pictures                        | 30 novembre 2020 |
| 43 | A Life In Questions: Wisdom School with Aaron Chen                               | Aaron Chen e Henry Stone                                                   | Aaron Chen e Henry Stone                                                                    | Henry Stone                     | West Street Sports, Pty Ltd.               | 8 dicembre 2020  |
| 44 | Rate The Cookie (with Jo Firestone)                                              | Jo Firestone                                                               | Jo Firestone                                                                                | Julie Miller                    | PFFR                                       | 14 dicembre 2020 |
| 45 | Danny Ketchup                                                                    | Casper Kelly                                                               | Casper Kelly                                                                                | Casper Kelly                    | Fried Society                              | 21 dicembre 2020 |
| 46 | The Fireplace (Adult Swim Yule Log)                                              | Casper Kelly                                                               | Casper Kelly                                                                                | Casper Kelly                    | Fried Society                              | 11 dicembre 2022 |